# سوزانا كاهالان
سوزانا كاهالان (بالإنجليزية: Susannah Cahalan)‏ (وُلدت 1985) هي صحافية وكاتبة أميركية، اشتهرت بكتابة مذكرات برين أون فاير (Brain on Fire)، والذي يتحدث عن رحلة علاجها من مرض مناعي ذاتي نادر أصابها، وهو التهاب دماغ مضاد مستقبل نمدا (Anti-NMDA receptor encephalitis). عملت سوزانا لصالح نيويورك بوست.
في يونيو 2018، أُصدرَ فيلم روائي يستند على مُذكراتها على نتفليكس، حيثُ لعبتَ كلوي غرايس موريتز دور سوزانا في الفيلم.
أصدرت سوزانا كتابًا آخرًا في عام 2019 بعنوان (بالإنجليزية: The Great Pretender: The Undercover Mission That Changed Our Understanding of Madness)‏.‏

## روابط خارجية
- سوزانا كاهالان على موقع IMDb (الإنجليزية)
- سوزانا كاهالان على موقع قاعدة بيانات الفيلم (الإنجليزية)